# Панорама Герца

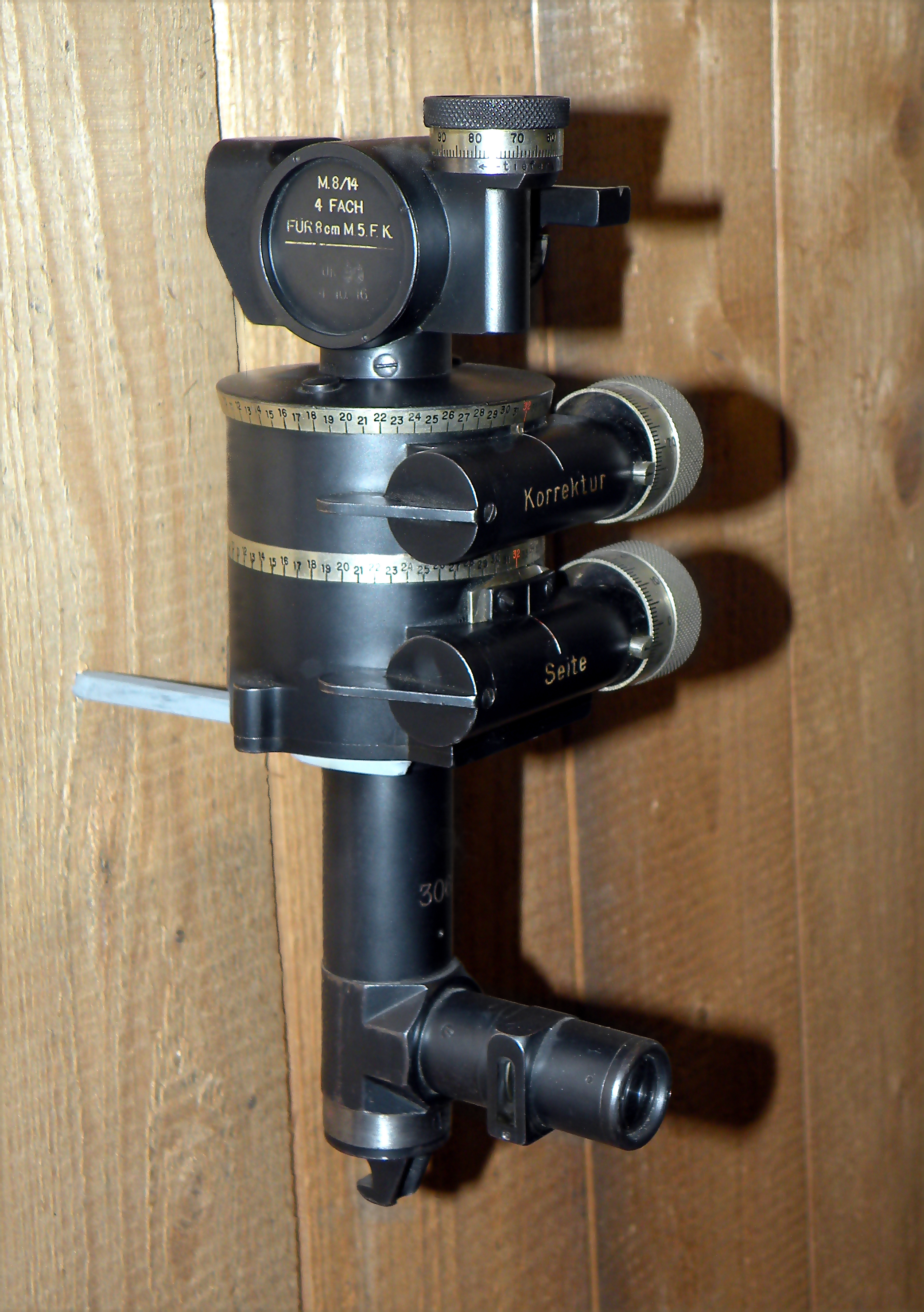
Власне панорама Герца

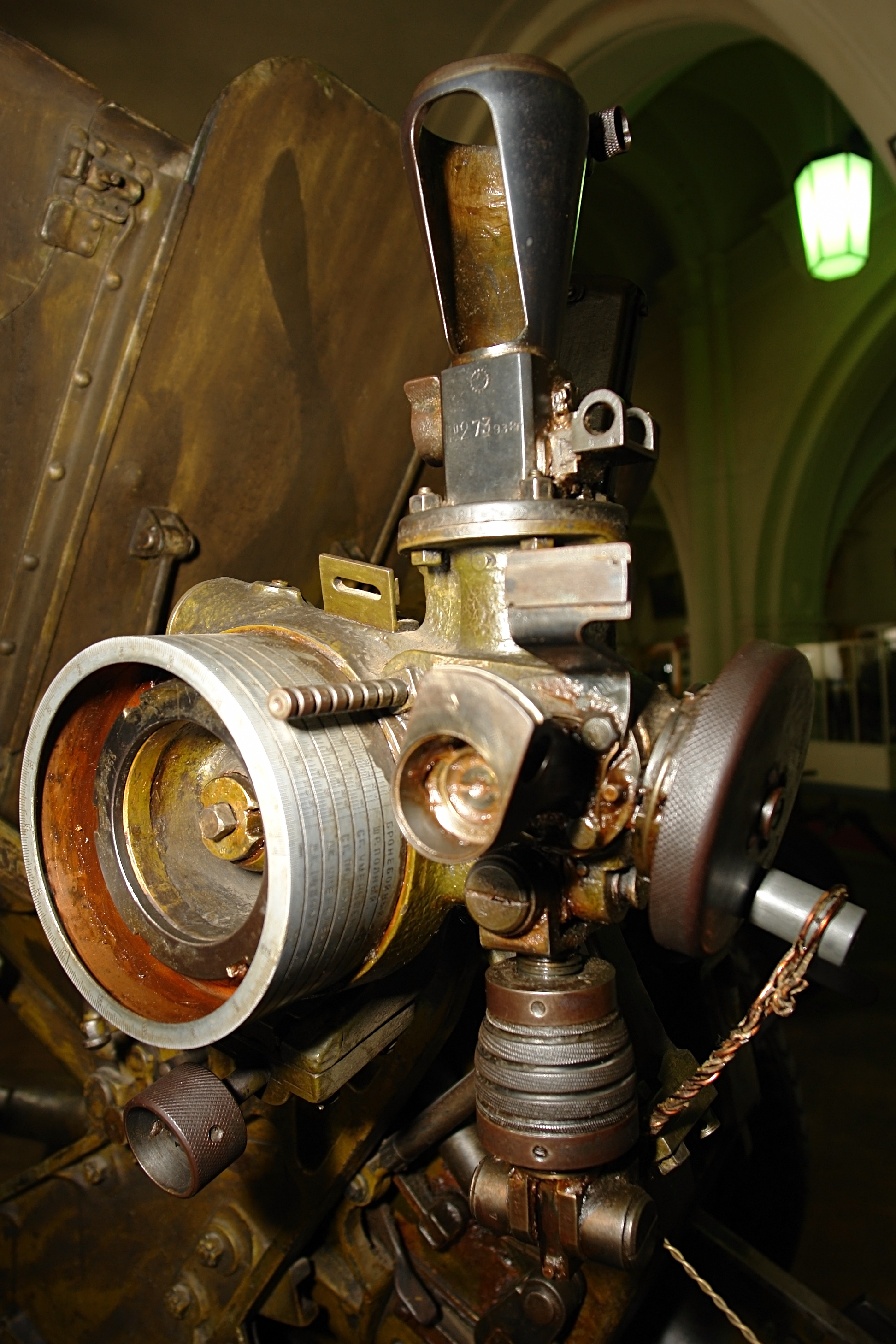
Панорамний приціл гармати ЗІС-3, Військово-історичний музей в СПб

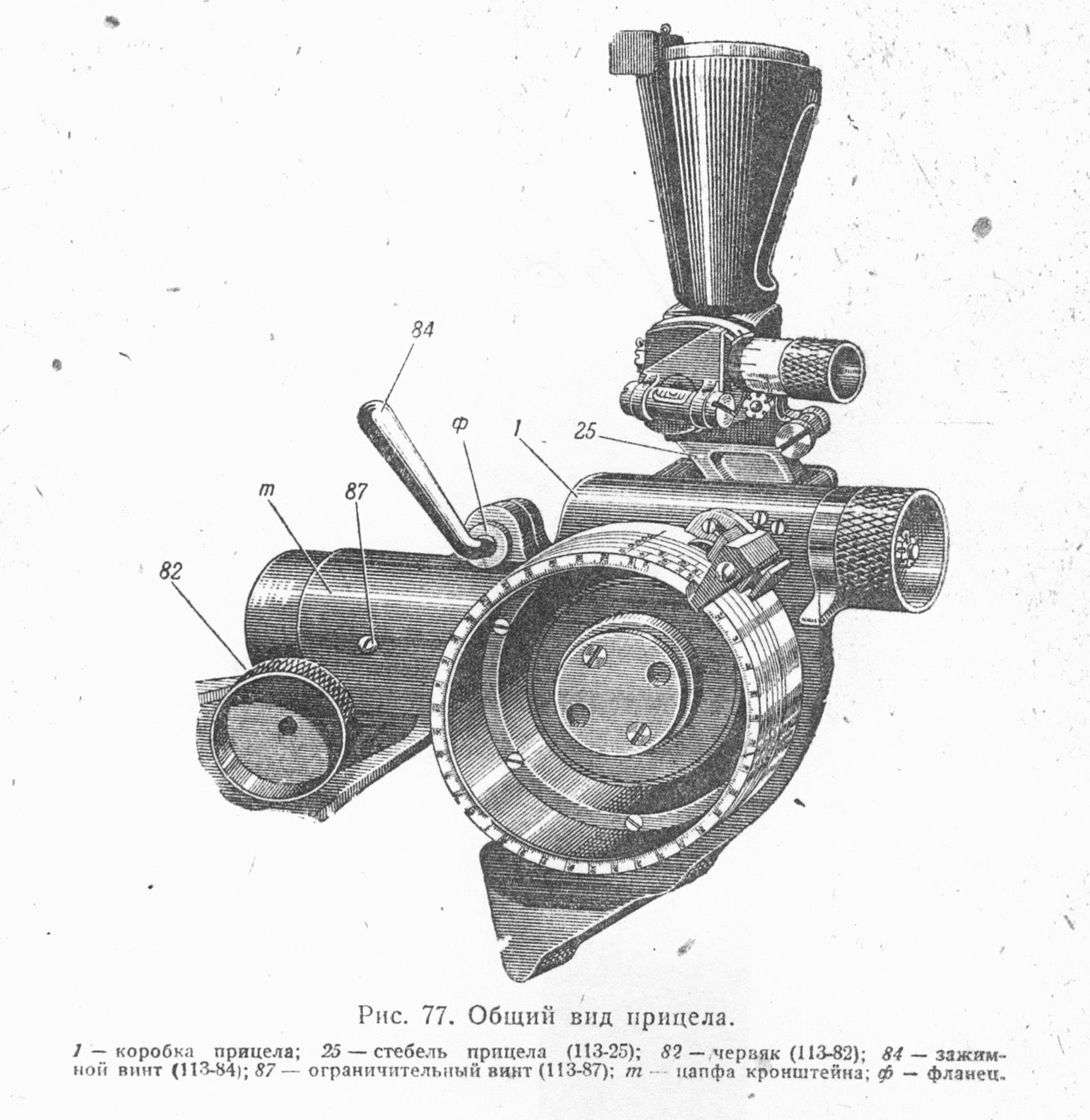
Будова панорамного прицілу 76 мм гармати зр. 1902/30

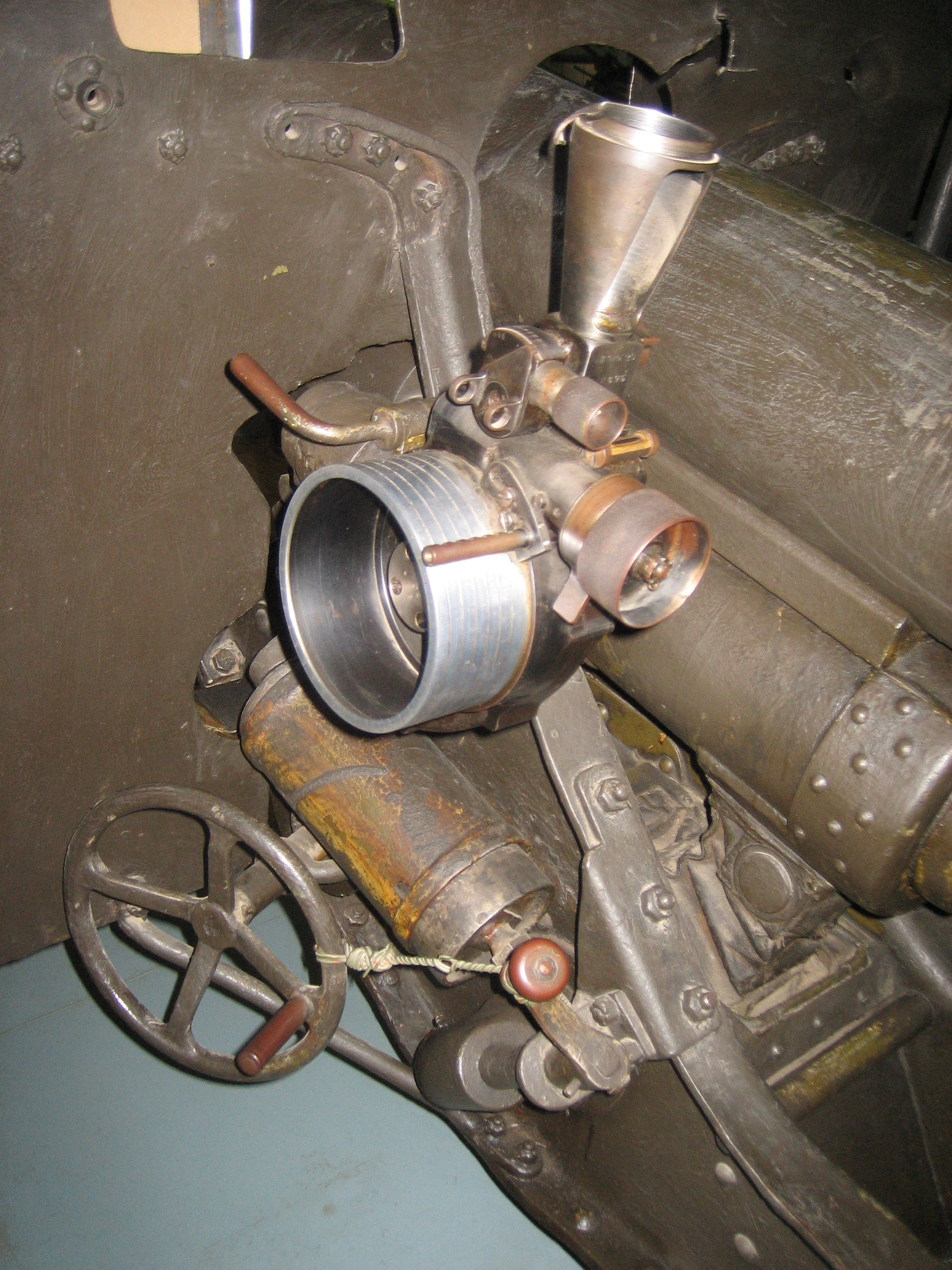
Ймовірно, він же (приціл на тій же гарматі)

Панорама Герца — тип артилерійської панорами, візирний і кутомірний оптичний прилад наземної артилерії і реактивних установок залпового вогню. Забезпечує наведення гармати у вертикальній і горизонтальній площинах.

## Особливості конструкції
Механізм наведення складається з:
- Кутомірного механізму для наведення в горизонтальній площині
- Механізму кутів підвищення для наведення у вертикальній площині

В «Описі панорамного пристосування зр. 1906 для 3-дм. польової скорострільної гармати зр. 1902»(Вид. 1909 Санкт-Петербург) говориться:
 "… переваги панорами перед кутоміром полягають в тому, що в якій би точці горизонту не перебувала точка наводки:
1. Навідник не змінює свого місця біля гармати.
2. Навідник бачить точку наводки збільшеною у 4 рази.
3. Зображення точки наведення і перехрестя знаходяться на одній відстані від ока, чим збільшується точність наведення.
4. При наведенні потрібно поєднати тільки дві точки — центр перехрестя і точку наведення, цим наведення значно скорочується.
5. Коливання очей не відбиваються на точності наведення.
6. Горизонтальні кути повороту панорами можна вимірювати з точністю до 1/6000 частини кола (0,001 дистанції) "…

У середині 20-ого століття конструкція була вдосконалена додаванням в неї штучної точки наведення — коліматора, що дозволило використовувати панораму в темний час доби і в поганих метеоумовах.
Застосовується при стрільбі як по видимих цілях, так і по невидимих (цілях, закритих рельєфом або опуклістю земної поверхні).

## Історія створення і виробництва
Названа на честь німецької фірми «Герц», яка розробила панораму за схемою, запропонованою швейцарцем Корроді.
У Росії панорама була випробувана в 1904 році і прийнята на озброєння в 1906 році.
Виробництво оптичних панорам в Росії було розгорнуто на основі оптичної майстерні Обухівського сталеливарного заводу. За свідченням академіка А. М. Крилова панорами Обухівського заводу ні в чому не поступалися панорамам фірми «Герц».
З 1914 панорами Герца так само вироблялися в реквізованих майстернях Цейса-Герца, в яких вони збиралися з імпортних деталей і по чужих кресленням.
У Англії пристрій отримав назву «Dial Sight», в США використовується назва «Panoramic Telescope».

## Зображення

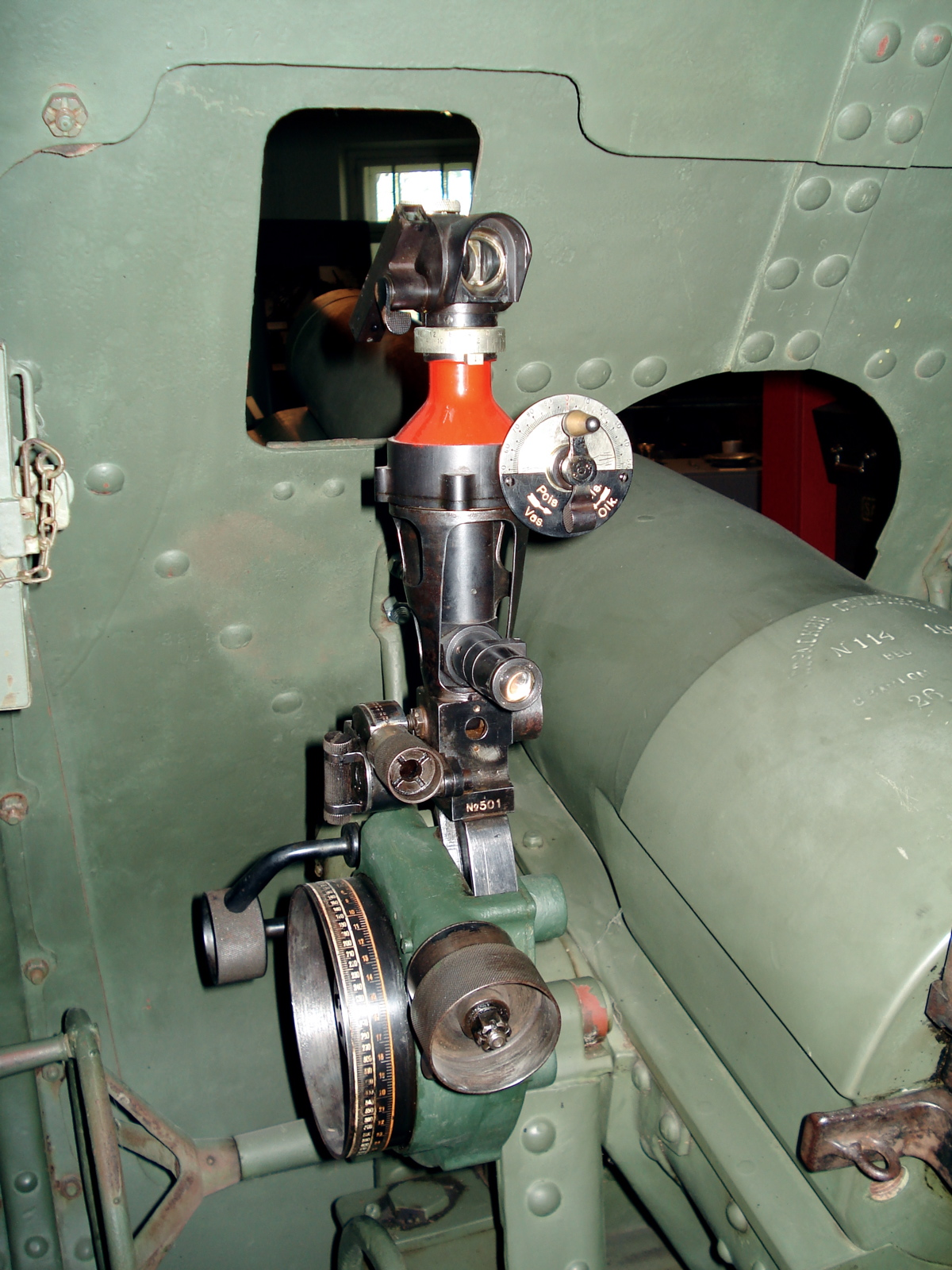
Панорамний приціл 122-мм гаубиці зр. 1910/30 в фінському артилерійському музеї з написами на фінській мові
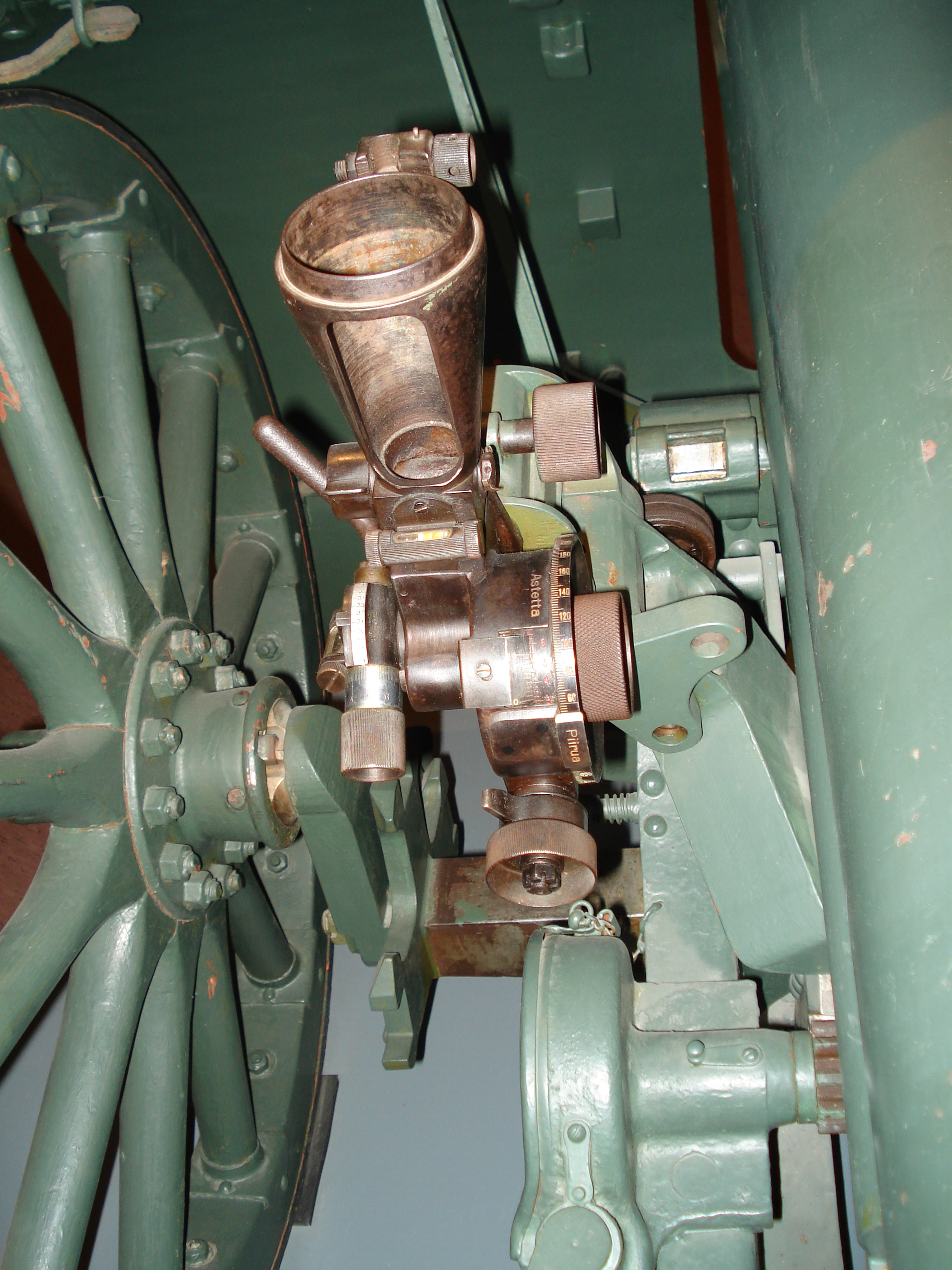
Приціл 76-мм гірської гармати зр. 1909, ймовірно, фінського виробництва, в тому ж музеї
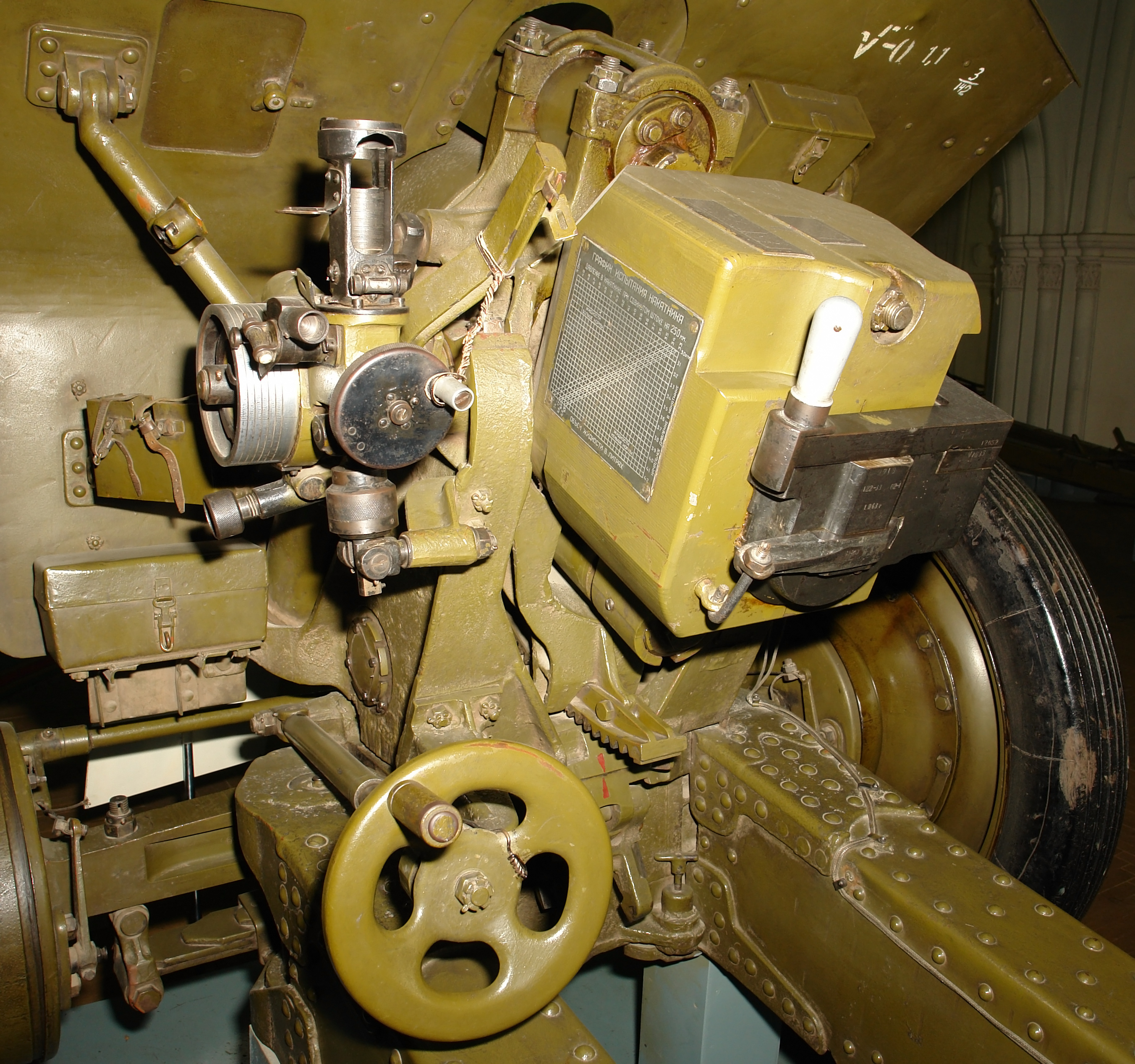
Панорамний приціл 122-мм гаубиці М-30